# ديفيس لوسيمبو
ديفيس لوسيمبو (بالإنجليزية: Davis Lusimbo)‏ (مواليد 23 يوليو 1966) هو ملاكم أوغندي، مثّل بلاده في الألعاب الأولمبية الصيفية 1992.

## روابط خارجية
ديفيس لوسيمبو على موقع بوكس ريك (الإنجليزية) (registration required)
- ديفيس لوسيمبو على موقع أوليمبيديا (الإنجليزية)